# Teoria bau-bau
La teoria bau-bau (in inglese bow-wow theory) è una delle concezioni sull'origine del linguaggio umano. Secondo questa teoria, l'uomo avrebbe derivato il proprio linguaggio verbale dai suoni naturali, di cui le prime parole sarebbero state imitazioni. A sostegno di questa teoria, viene fatto osservare che tutte le lingue moderne includono ideofoni, cioè parole che sembrano riprodurre i suoni naturali.